# Улица краља Милутина (Београд)
| Улица · краља Милутина | Улица · краља Милутина                         |
| ---------------------- | ---------------------------------------------- |
|                        |                                                |
| Општина                | Врачар                                         |
| Почетак                | Крунска улица                                  |
| Крај                   | Пастерова улица                                |
| Дужина                 | 1100 m                                         |
| Створена               | 1872                                           |
| Названа                | 1992                                           |
| Стари називи           | Улица Орловића, Милутинова,Цара Хаила Селасија |
|                        |                                                |
|                        |                                                |

Улица краља Милутина је улица на Врачару, у Београду. Простире се од Крунске улице до Пастерове улице. Улица је добила назив по 
српском краљу Стефану Урошу II Милутину Немањићу, млађем сину Уроша I и Јелене Анжујске.
Улица је дугачка 1100 метара.

## Име улице
Улица краља Милутина се пружала од Тиршове улице до Булевара краља Александра (1896—1931).
Пређашњи називи:
- Орловића (1872—1896) - део од Тиршове до улице Краља Милана;
- Милутинова (1872—1896) - део од улице Краља Милана до Булевара краља Александра.

Потоњи називи:
- Краља Милутина (1931—1972) - део од Тиршове до Крунске улице;
- Цара Хаила Селасија (1972-1992)
- Др Кестера (1931—1958) - део од Крунске улице до Булевара краља Александра.

Садашње име је добила 1992. године.

## Улицом краља Милутина
У улици краља Милутина налазе се многобројни објекти проглашени за споменике културе, као и многе значајне институције.
бр. 5
Дом браће Крстић, саграђен је крајем 19. века. У овој згради рођени су познати архитекти Петар и Бранко Крстић. Припадали су групи архитеката модерног правца.
бр. 10
Основна школа „Владислав Рибникар”
бр. 25
Зграда Државне хемијске лабораторије представља непокретно културно добро као споменик културе. Подигнута је 1882. године.
бр. 33
Кућа Јосифа Шојата представља једно од значајних остварења архитекте Милана Злоковића. Грађена је у периоду од 1926. до 1927. године и уврштена у споменик културе Србије. 

бр. 52
Завод за психофизиолошке поремећаје и говорну патологију "Проф. др Цветко Брајовић"основан је 1971. године. Бави се превенцијом, дијагностиком, хабилитацијом и рехабилитацијом деце и одраслих особа са различитим тешкоћама у психофизиолошком и говорно-језичком функционисању.

## Суседне улице
- Његошева
- Краља Милана
- Немањина
- Бирчанинова
- Тиршова